# 이재상 (법학자)
이재상 (1943년 ~ 2013년)은 대한민국의 법학교수이다. 이화여자대학교와 경희대학교에 재직했으며《형법총론》과 《형법각론》을 집필했다.

## 경력
- 서울대학교 법학과 학사
- 서울대학교 사법대학원 석사
- 서울대학교 법학대학원 박사
- 대한민국 검사
- 이화여자대학교, 고려대학교 교수